# Wennigsen
Wennigsen est une commune allemande située en Basse-Saxe, dans la Région de Hanovre.

## Personnalités liées à la ville
- Adolph Knigge (1752-1796), philosophe né à Bredenbeck.